# Leichtathletik-Weltmeisterschaften 1997/110 m Hürden der Männer
Der 110-Meter-Hürdenlauf der Männer bei den Leichtathletik-Weltmeisterschaften 1997 wurde vom 5. bis 7. August 1997 im Olympiastadion der griechischen Hauptstadt Athen ausgetragen.
Weltmeister wurde der US-amerikanische Titelverteidiger und Olympiasieger von 1996 Allen Johnson. Er gewann vor dem britischen Weltmeister von 1993, WM-Dritten von 1987, Olympiazweiten von 1988 und zweifachen Europameister (1990/1994) Colin Jackson. Bronze ging an den Slowaken Igor Kováč.

## Bestehende Rekorde
| Weltrekord               | 12,91 s | Colin Jackson | WM 1993 in Stuttgart, Deutschland | 20. August 1993 |
| Weltmeisterschaftsrekord | 12,91 s | Colin Jackson | WM 1993 in Stuttgart, Deutschland | 20. August 1993 |

Der bestehende WM-Rekord wurde bei diesen Weltmeisterschaften nicht eingestellt und nicht verbessert. Allerdings verfehlte der US-amerikanische Weltmeister Allen Johnson diesen WM-Rekord und damit gleichzeitig auch den Weltrekord im Finale nur um zwei Hundertstelsekunden.
Es wurden zwei neue Landesrekorde aufgestellt:
- Jovesa Naivalu, Fidschi – 13,82 s, 6. Vorlauf
- Artur Kohutek, Polen – 13,27 s, 2. Viertelfinallauf

## Vorrunde
5. August 1997, 17:35 Uhr
Die Vorrunde wurde in vier Läufen durchgeführt. Die ersten fünf Athleten pro Lauf – hellblau unterlegt – sowie die darüber hinaus zwei zeitschnellsten Läufer – hellgrün unterlegt – qualifizierten sich für das Viertelfinale.

### Vorlauf 1
5. August 1997, 9:15 Uhr
Wind: −0,6 m/s
| Platz | Name            | Nation       | Zeit (s)                    |
| ----- | --------------- | ------------ | --------------------------- |
| 1     | Dan Philibert   | Frankreich   | 13,43                       |
| 2     | Allen Johnson   | USA          | 13,52                       |
| 3     | Robert Kronberg | Schweden     | 13,70                       |
| 4     | Robin Korving   | Niederlande  | 13,80                       |
| 5     | Gaute Gundersen | Norwegen     | 13,83                       |
| 6     | Stamátios Mágos | Griechenland | 13,92                       |
| DSQ   | Zhivko Videnov  | Bulgarien    | IAAF Rule 162.8 – Fehlstart |

### Vorlauf 2
5. August 1997, 9:23 Uhr
Wind: +0,8 m/s
| Platz | Name              | Nation         | Zeit (s) |
| ----- | ----------------- | -------------- | -------- |
| 1     | Artur Kohutek     | Polen          | 13,37    |
| 2     | Anier García      | Kuba           | 13,46    |
| 3     | Andrew Tulloch    | Großbritannien | 13,69    |
| 4     | Falk Balzer       | Deutschland    | 13,70    |
| 5     | Hubert Grossard   | Belgien        | 13,74    |
| 6     | Terry Reese       | USA            | 13,79    |
| 7     | Wagner Marseille  | Haiti          | 14,52    |
| DNS   | Andrey Sklyarenko | Kasachstan     |          |

### Vorlauf 3
5. August 1997, 9:31 Uhr
Wind: +0,1 m/s
| Platz | Name                | Nation              | Zeit (s) |
| ----- | ------------------- | ------------------- | -------- |
| 1     | Igor Kováč          | Slowakei            | 13,36    |
| 2     | Sébastien Thibault  | Frankreich          | 13,50    |
| 3     | Tomasz Ścigaczewski | Polen               | 13,61    |
| 4     | Andrey Kislykh      | Russland            | 13,67    |
| 5     | Staņislavs Olijars  | Lettland            | 13,79    |
| 6     | Li Tong             | Volksrepublik China | 13,89    |
| 7     | Avele Tanielu       | Samoa               | 14,59    |
| DNF   | Emilio Valle        | Kuba                |          |

### Vorlauf 4
5. August 1997, 9:39 Uhr
Wind: −0,4 m/s
| Platz | Name              | Nation         | Zeit (s) |
| ----- | ----------------- | -------------- | -------- |
| 1     | Tony Jarrett      | Großbritannien | 13,35    |
| 2     | Vincent Clarico   | Frankreich     | 13,51    |
| 3     | Ronald Mehlich    | Polen          | 13,65    |
| 4     | Mike Fenner       | Deutschland    | 13,67    |
| 5     | Sven Pieters      | Belgien        | 13,67    |
| 6     | Hisanobu Konae    | Japan          | 14,02    |
| 7     | Slavoljub Nikolic | BR Jugoslawien | 14,26    |
| 8     | Min Min Tun       | Myanmar        | 15,58    |

### Vorlauf 5
5. August 1997, 9:47 Uhr
Wind: −0,3 m/s
| Platz | Name                 | Nation      | Zeit (s) |
| ----- | -------------------- | ----------- | -------- |
| 1     | Florian Schwarthoff  | Deutschland | 13,44    |
| 2     | Reggie Torian        | USA         | 13,51    |
| 3     | Kyle Vander-Kuyp     | Australien  | 13,61    |
| 4     | Guntis Peders        | Lettland    | 13,73    |
| 5     | Pedro Chiamulera     | Brasilien   | 13,93    |
| 6     | Peter Coghlan        | Irland      | 13,94    |
| 7     | William Erese        | Nigeria     | 13,95    |
| 8     | Simohammed Boukrouna | Marokko     | 14,22    |

### Vorlauf 6

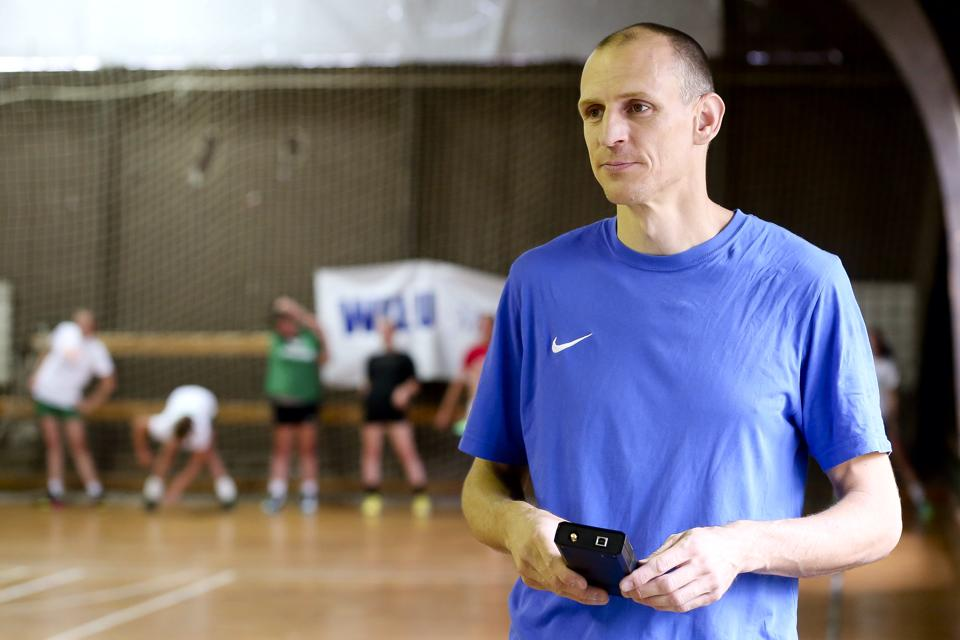
Levente Csilla (Foto: 2014) schied mit 13,96 s in der Vorrunde aus

5. August 1997, 9:55 Uhr
Wind: +0,3 m/s
| Platz | Name               | Nation         | Zeit (s) |
| ----- | ------------------ | -------------- | -------- |
| 1     | Colin Jackson      | Großbritannien | 13,19    |
| 2     | Mark Crear         | USA            | 13,46    |
| 3     | Jonathan N’Senga   | Belgien        | 13,53    |
| 4     | Antti Haapakoski   | Finnland       | 13,75    |
| 5     | Elmar Lichtenegger | Österreich     | 13,78    |
| 6     | Jovesa Naivalu     | Fidschi        | 13,82 NR |
| 7     | Levente Csillag    | Ungarn         | 13,96    |
| 8     | Blaz Korent        | Slowenien      | 14,20    |

## Viertelfinale
Aus den vier Viertelfinalläufen qualifizierten sich die jeweils ersten drei Athleten – hellblau unterlegt – sowie die darüber hinaus vier zeitschnellsten Läufer – hellgrün unterlegt – für das Halbfinale.

### Viertelfinallauf 1
5. August 1997, 18:40 Uhr
Wind: +0,1 m/s
| Platz | Name               | Nation         | Zeit (s) |
| ----- | ------------------ | -------------- | -------- |
| 1     | Mark Crear         | USA            | 13,15    |
| 2     | Colin Jackson      | Großbritannien | 13,19    |
| 3     | Robin Korving      | Niederlande    | 13,44    |
| 4     | Mike Fenner        | Deutschland    | 13,50    |
| 5     | Ronald Mehlich     | Polen          | 13,51    |
| 6     | Sven Pieters       | Belgien        | 13,55    |
| 7     | Sébastien Thibault | Frankreich     | 13,62    |
| 8     | Jovesa Naivalu     | Fidschi        | 14,04    |

### Viertelfinallauf 2

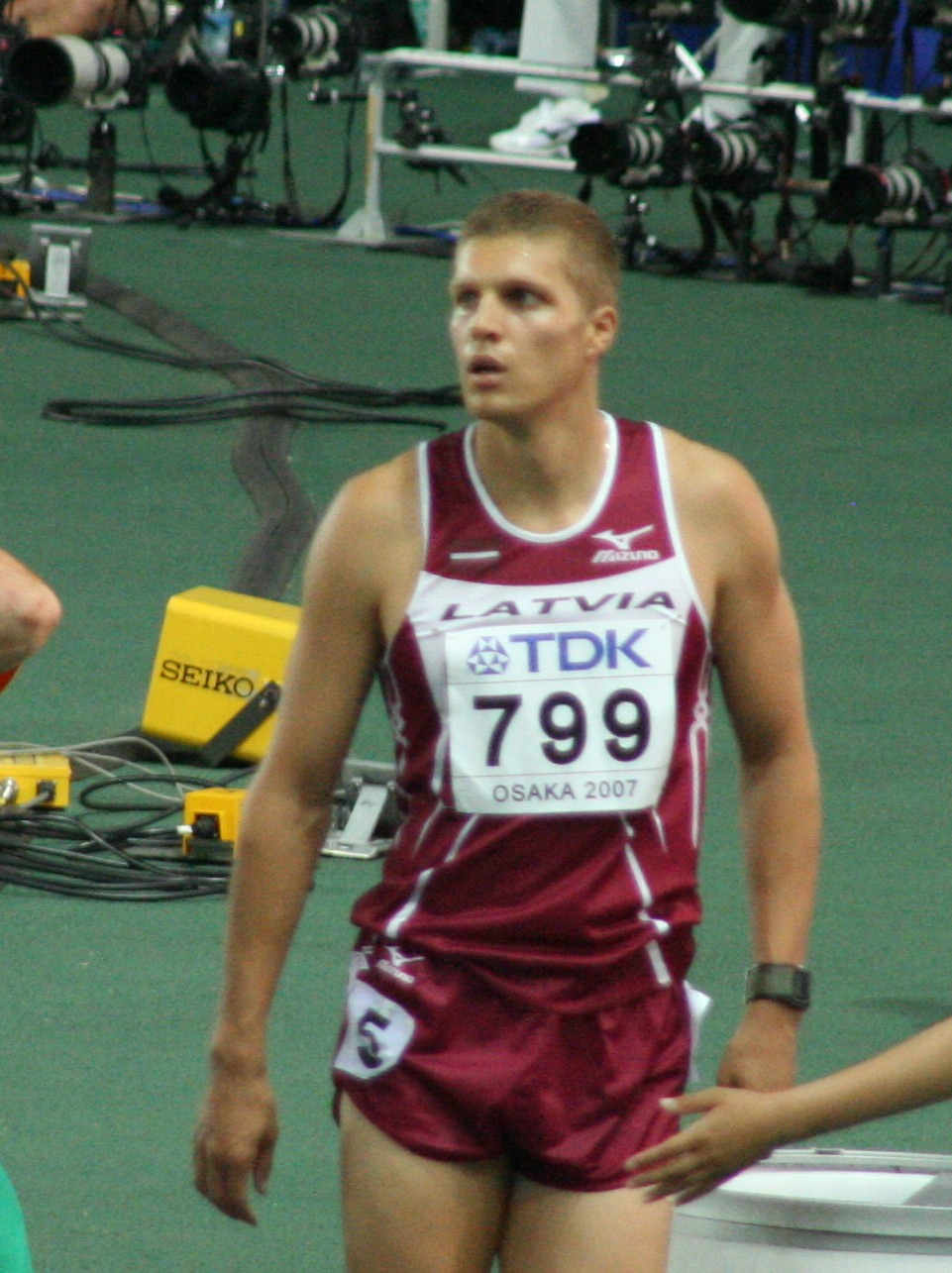
Staņislavs Olijars erreichte mit seinen 13,62 s nicht das Halbfinale

5. August 1997, 18:49 Uhr
Wind: +1,2 m/s
| Platz | Name               | Nation         | Zeit (s) |
| ----- | ------------------ | -------------- | -------- |
| 1     | Allen Johnson      | USA            | 13,22    |
| 2     | Artur Kohutek      | Polen          | 13,27 NR |
| 3     | Dan Philibert      | Frankreich     | 13,33    |
| 4     | Falk Balzer        | Deutschland    | 13,37    |
| 5     | Jonathan N’Senga   | Belgien        | 13,50    |
| 6     | Staņislavs Olijars | Lettland       | 13,62    |
| 7     | Andrew Tulloch     | Großbritannien | 13,63    |
| 8     | Gaute Gundersen    | Norwegen       | 13,91    |

### Viertelfinallauf 3

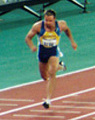
Robert Kronbergs sechster Rang in seinem Viertelfinallauf in 13,73 s war zu wenig, um im Halbfinale dabei zu sein

5. August 1997, 18:58 Uhr
Wind: −0,1 m/s
| Platz | Name             | Nation         | Zeit (s) |
| ----- | ---------------- | -------------- | -------- |
| 1     | Tony Jarrett     | Großbritannien | 13,27    |
| 2     | Anier García     | Kuba           | 13,46    |
| 3     | Kyle Vander-Kuyp | Australien     | 13,53    |
| 4     | Reggie Torian    | USA            | 13,64    |
| 5     | Antti Haapakoski | Finnland       | 13,72    |
| 6     | Robert Kronberg  | Schweden       | 13,73    |
| 7     | Pedro Chiamulera | Brasilien      | 13,86    |
| 8     | Hubert Grossard  | Belgien        | 14,01    |

### Viertelfinallauf 4

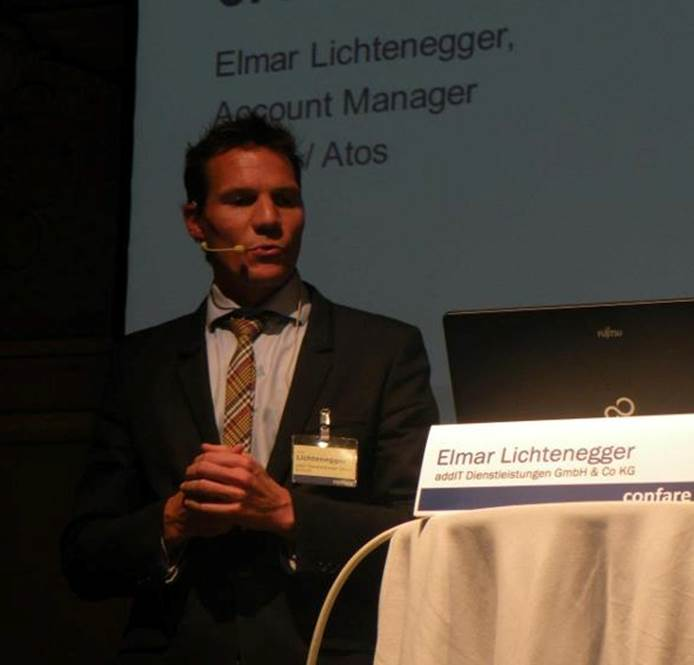
Elmar Lichtenegger (hier im Jahr 2013) scheiterte mit 13,70 s im Viertelfinale

5. August 1997, 19:07 Uhr
Wind: +0,8 m/s
| Platz | Name                | Nation      | Zeit (s) |
| ----- | ------------------- | ----------- | -------- |
| 1     | Igor Kováč          | Slowakei    | 13,23    |
| 2     | Terry Reese         | USA         | 13,30    |
| 3     | Florian Schwarthoff | Deutschland | 13,30    |
| 4     | Vincent Clarico     | Frankreich  | 13,41    |
| 5     | Andrey Kislykh      | Russland    | 13,43    |
| 6     | Guntis Peders       | Lettland    | 13,55    |
| 7     | Elmar Lichtenegger  | Österreich  | 13,70    |
| 8     | Tomasz Ścigaczewski | Polen       | 13,73    |

## Halbfinale
Aus den beiden Halbfinalläufen qualifizierten sich die jeweils ersten vier Athleten – hellblau unterlegt – für das Finale.

### Halbfinallauf 1

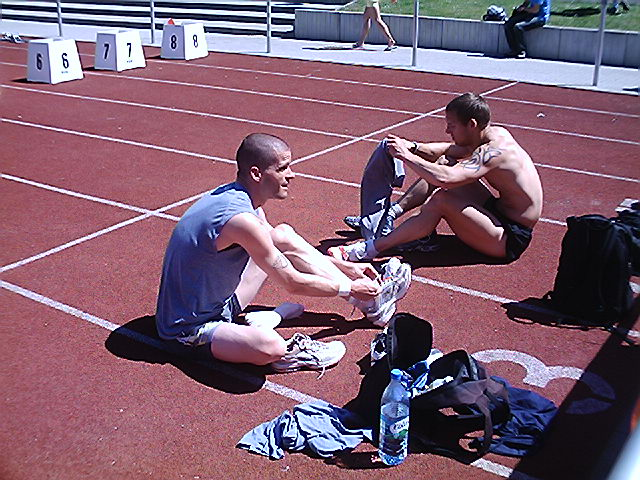
Falk Balzer (links) schied mit 14,06 s deutlich unter Wert im Halbfinale aus

6. August 1997, 18:00 Uhr
Wind: −0,7 m/s
| Platz | Name            | Nation         | Zeit (s) |
| ----- | --------------- | -------------- | -------- |
| 1     | Colin Jackson   | Großbritannien | 13,24    |
| 2     | Allen Johnson   | USA            | 13,31    |
| 3     | Igor Kováč      | Slowakei       | 13,38    |
| 4     | Terry Reese     | USA            | 13,45    |
| 5     | Robin Korving   | Niederlande    | 13,51    |
| 6     | Vincent Clarico | Frankreich     | 13,53    |
| 7     | Andrey Kislykh  | Russland       | 13,78    |
| 8     | Falk Balzer     | Deutschland    | 14,06    |

### Halbfinallauf 2

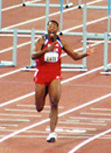
Anier García hatte sich für das Halbfinale qualifiziert, konnte dort jedoch nicht antreten

6. August 1997, 18:05 Uhr
Wind: +1,1 m/s
| Platz | Name                | Nation         | Zeit (s) |
| ----- | ------------------- | -------------- | -------- |
| 1     | Florian Schwarthoff | Deutschland    | 13,29    |
| 2     | Dan Philibert       | Frankreich     | 13,30    |
| 3     | Mark Crear          | USA            | 13,35    |
| 4     | Artur Kohutek       | Polen          | 13,39    |
| 5     | Kyle Vander-Kuyp    | Australien     | 13,49    |
| 6     | Tony Jarrett        | Großbritannien | 13,50    |
| 7     | Jonathan N’Senga    | Belgien        | 13,58    |
| DNS   | Anier García        | Kuba           |          |

## Finale
7. August 1997, 21:15 Uhr
Wind: ±0,0 m/s
| Platz | Name                | Nation         | Zeit (s) |
| ----- | ------------------- | -------------- | -------- |
| 1     | Allen Johnson       | USA            | 12,93 WL |
| 2     | Colin Jackson       | Großbritannien | 13,05    |
| 3     | Igor Kováč          | Slowakei       | 13,18    |
| 4     | Florian Schwarthoff | Deutschland    | 13,20    |
| 5     | Dan Philibert       | Frankreich     | 13,26    |
| 6     | Terry Reese         | USA            | 13,30    |
| 7     | Mark Crear          | USA            | 13,55    |
| DNS   | Artur Kohutek       | Polen          |          |

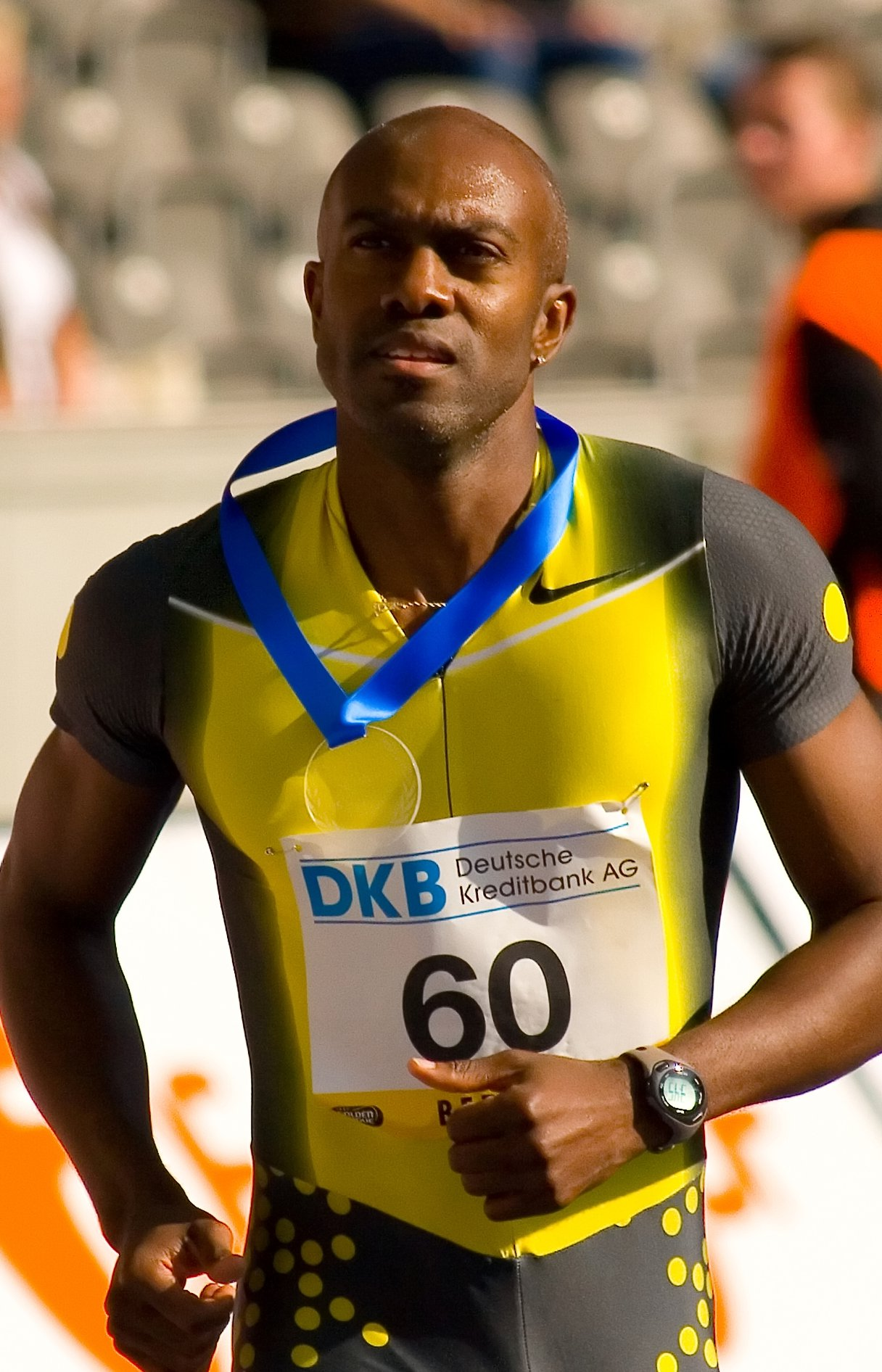
Allen Johnson, 1996 Olympiasieger, wurde zum zweiten Mal in Folge Weltmeister

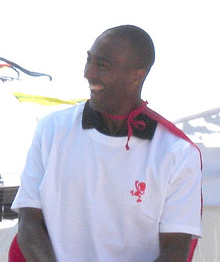
Colin Jackson, 1993 Weltmeister, 1987 WM-Dritter, 1988 Olympiazweiter und zweifacher Europameister (1990/1994), fügte seiner Sammlung eine weitere Silbermedaille hinzu
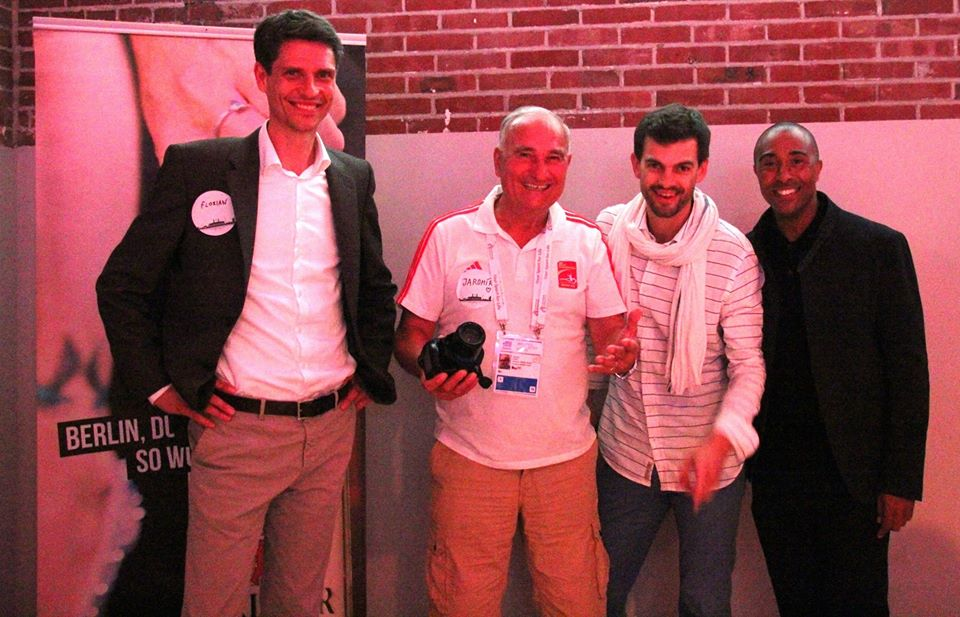
Florian Schwarthoff (ganz links, im Jahr 2014), 1994 Vizeeuropameister und 1996 Olympiadritter, verpasste als Vierter eine Medaille nur um zwei Hundertstelsekunden (ganz rechts auf dem Foto: Colin Jackson)
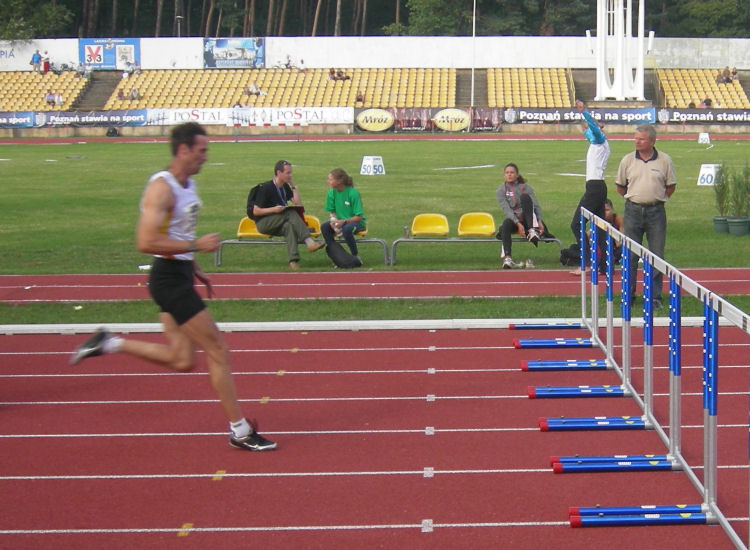
Artur Kohutek, der im Viertelfinale mit 13,27 s polnischen Rekord gelaufen war, konnte zum Finale nicht antreten

## Video
- 110m High Hurdles, 1997 World Championships, Video veröffentlicht am 8. Mai 2006 auf youtube.com, abgerufen am 18. Juni 2020